# Ergasilus clupeidarum
Ergasilus clupeidarum is een eenoogkreeftjessoort uit de familie van de Ergasilidae. De wetenschappelijke naam van de soort is voor het eerst geldig gepubliceerd in 1972 door Johnson S.K. & Rogers.